# Bessie Potter Vonnoh

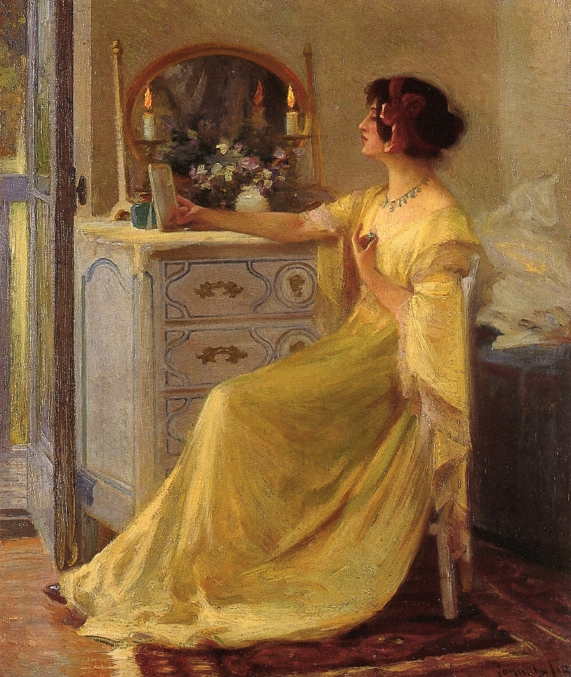
Robert Vonnoh: Bessie Potter Vonnoh at her Dressing Table, 1912

Bessie Potter Vonnoh (* 17. August 1872 in St. Louis, Missouri; † 8. März 1955 in New York City) war eine US-amerikanische Bildhauerin. Sie war bekannt für ihre Gartenbrunnen und für ihre kleinen Bronzestatuen, die zumeist heimische Szenen darstellten.

## Leben

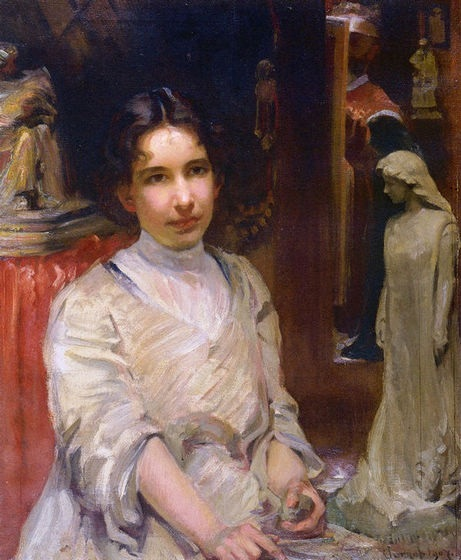
Robert Vonnoh: Bessie Potter Vonnoh, etwa 1895

Bessie Potter wurde 1872 in St. Louis als Tochter von Alexander und Mary McKenney Potter geboren. Ihr Vater starb im Jahr 1874 im Alter von 38 Jahren bei einem Unfall. Sie zog mit ihrer Mutter nach Chicago zu Familienangehörigen ihrer Mutter.
Während ihrer Schulzeit erlernte sie die Modelage mit Lehm und entwickelte früh den Wunsch Bildhauerin zu werden. 1886 nahm sie Unterricht am Art Institute of Chicago. Diesen Unterricht konnte sie sich nur leisten, weil sie samstags für den Bildhauer Lorado Taft als Studioassistentin arbeiten konnte. Von 1890 bis 1891 studierte sie Bildhauerei bei Taft am Art Institute.

## Erste Arbeiten
Bessie Potter gehörte der Bildhauerinnengruppe White Rabbits an, einer Vereinigung von Künstlerinnen, die Taft bei seinem Skulpturen-Programm für das Gartenbaugebäude (Horticultural Building) im Jahr 1893 auf der World’s Columbian Exposition halfen. Gleichzeitig arbeitete sie an Skulpturen für die Personifikation der Kunst am Illinois State Building der Ausstellung.

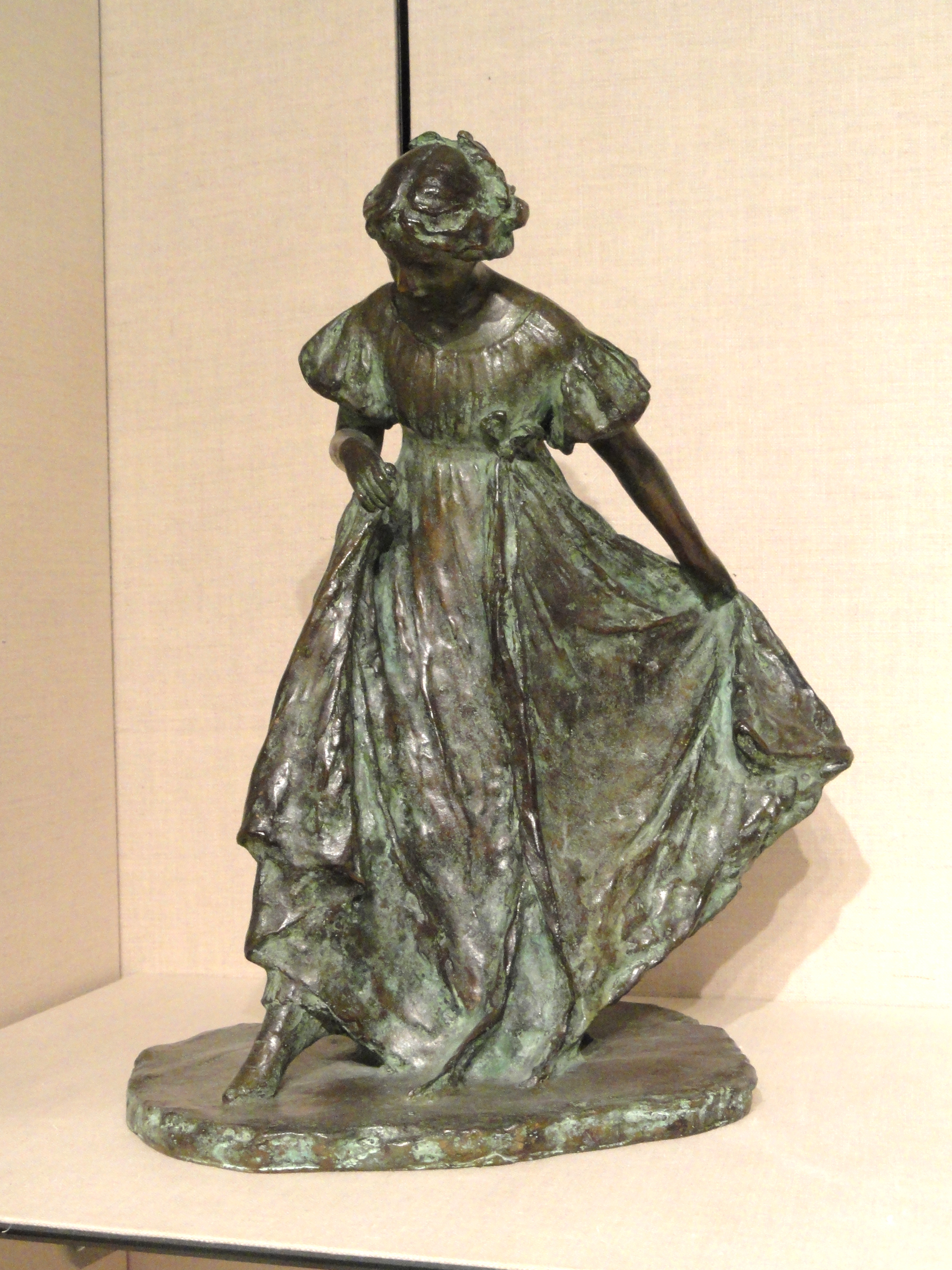
Bessie Potter Vonnoh: Girl Dancing, 1897

Sie reiste im Jahr 1895 nach Europa und traf dort Auguste Rodin. Für ihre bekannteste Statue Young Mother von 1896 stand ihr ein anderes Mitglied der White Rabbits Margaret Daisy Gerow Proctor und ihr kleiner Sohn Modell. Den Auftrag für die Büste von General Samuel W. Crawford für den Smith Memorial Arch in Philadelphia erhielt sie im Jahr 1898.

## Ehe mit Robert Vonnoh

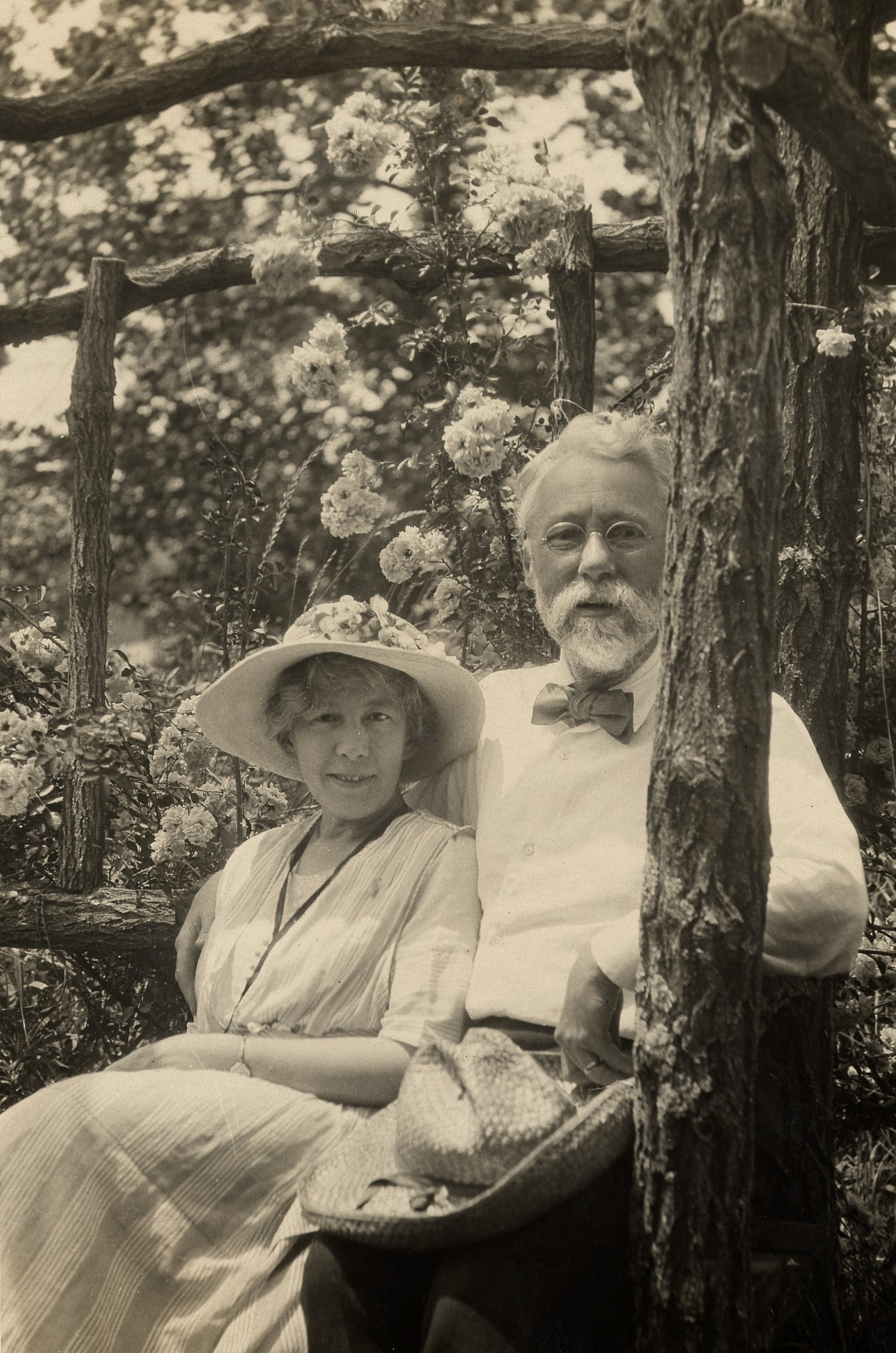
Bessie Potter und Robert Vonnoh, etwa 1930

Potter heiratete im Jahr 1899 den Maler Robert Vonnoh. Die Hochzeitsreise führte das Paar nach Paris.
Die New York Times schrieb im März 1903, mit den Vonnohs hätten sich ein dutzend Maler und Bildhauer zusammengefunden, die speziell für ihre Künstlerstudios ein Gebäude errichtet hätten, in der 27 West Sixty-Seventh Street in Manhattan.
Mitte 1903 zogen die Vonnohs nach Old Lyme, Connecticut und wurden Mitglieder der Old Lyme Art Colony.
Auf der Weltausstellung Paris 1900 wurde sie für ihre Statue Young Mother mit der Bronze-Medaille ausgezeichnet, ebenso wie für ihre Statue Dancing Girl. Beide Statuen stellte sie 1901 bei der Pan-American Exposition in Buffalo und 1904 bei der Louisiana Purchase Exposition in St. Louis aus. Dort gewann sie eine Gold-Medaille für eine Gruppe von zehn Arbeiten.
Im Dezember 1912 berichtete die New York Times über ihre Arbeiten an der New York Academy of Art. Sie bezeichnete ihre Statuen als lieblich, mit einem charmanten Stil und weiter: „Wir müssen noch einmal ihrer geschickten Harmonisierung der Details der zeitgenössischen Kostüme applaudieren, ihrer Auswahl der bedeutendsten Linie für die Betonung.“
Vonnoh stellte 1915 in der Armory Show aus. Sie wurde im Jahr 1921 zu einem Akademiemitglied der National Academy Museum and School gewählt und im Jahr 1931 in die American Academy of Arts and Letters.

## Spätere Jahre
Ihr Mann Robert Vonnoh starb im Jahr 1933 im Alter von 75 Jahren.
Ihre bekannteste Großarbeit, das Frances Hodgson Burnett Memorial im Central Park vollendete sie im Jahr 1937. Danach schuf sie nur wenige weitere Kunstwerke.
Bessie Potter Vonnoh heiratete im Jahr 1948 Edward L. Keyes, einen Witwer, der neun Monate später starb. Sie starb im Jahr 1955 in New York City. Bessie Potter Vonnoh wurde an der Seite von Robert Vonnoh auf dem Duck River Cemetery in Old Lyme beigesetzt.